# Hackklotz

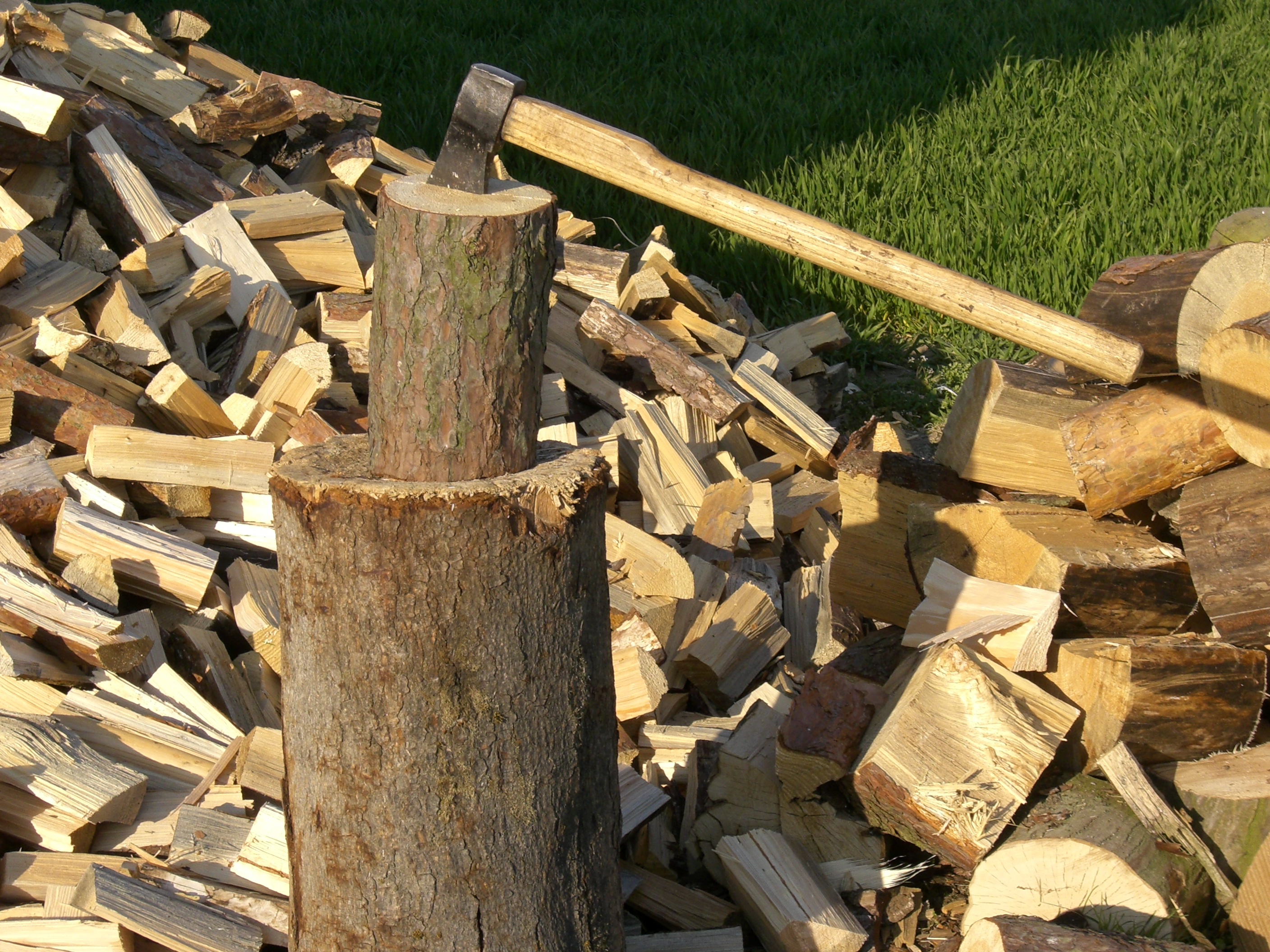
Hackklotz als Unterlage beim Hacken von Brennholz

Ein Hackklotz, Hackblock, Hackstock oder Hauklotz ist ein in Hirnholzverarbeitung gefertigter Klotz aus Holz, der als Unterlage bei Zerteilungsprozessen dient.

## Hackklötze bzw. Spaltklötze und Brennholz
Hackklötze (in Teilen Süddeutschlands auch Spaltklötze oder Hackstöcke genannt, in der Schweiz zumeist Spaltstock) vorzugsweise aus Eiche oder einem anderen Hartholz werden beim Spalten von Holz mit einer Axt zur Herstellung von Brennholz verwendet. Die Höhe wird idealerweise so gewählt, dass die Oberkante des zu spaltenden Holzstückes auf Hüfthöhe ist. In den meisten Fällen besteht ein solcher Hackklotz einfach aus einem Stück eines Baumstammes, seltener wird im unteren Teil soviel Material herausgeschnitten, dass nur drei Beine übrig bleiben. Ein solcher Hackklotz ist weniger stabil, dafür aber leichter und standsicherer als ein massiver.

## Hackklötze in der Fleischerei

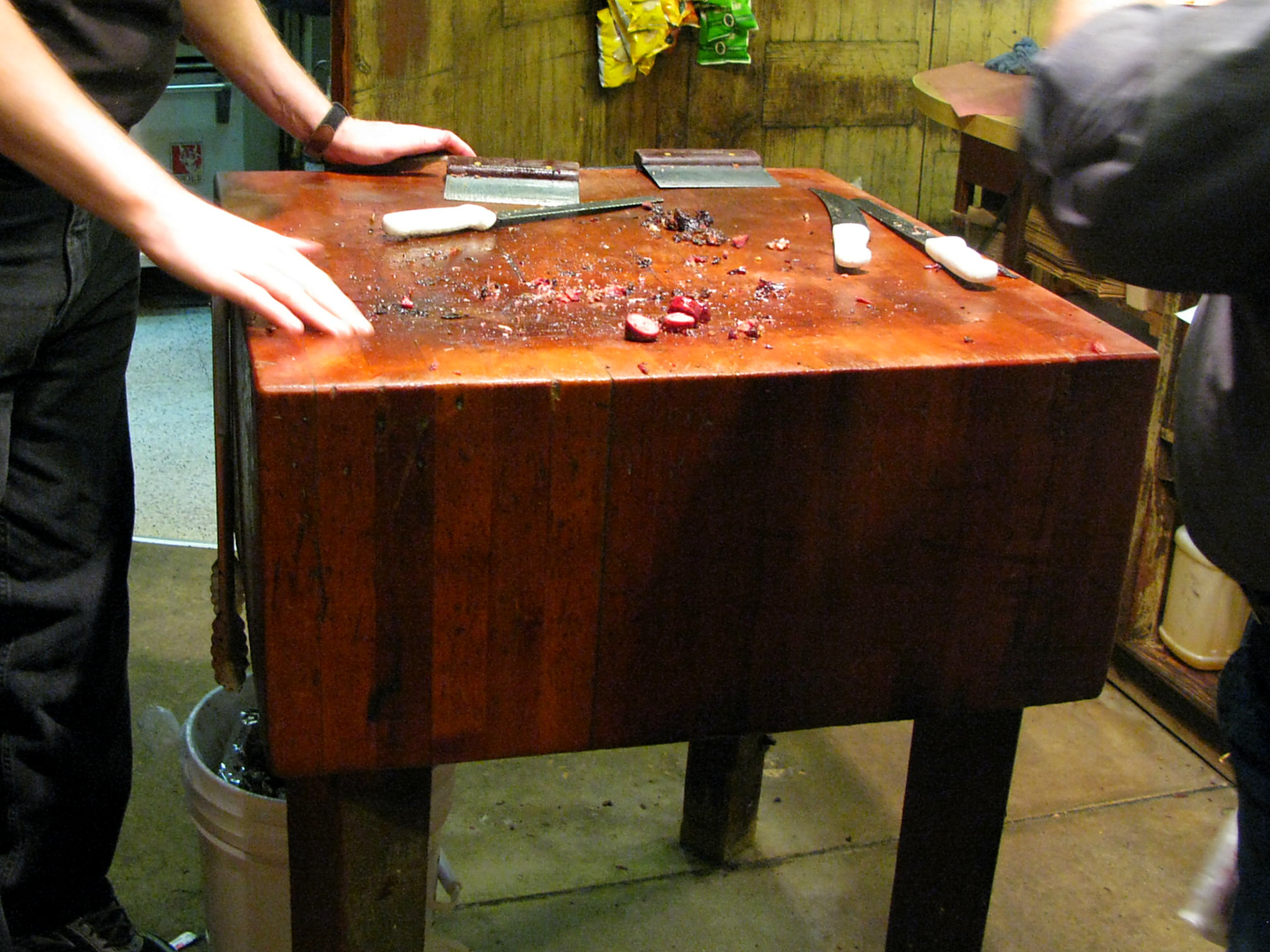
Hackblock für Zerlegen von Fleisch, hier in einem Barbecue-Restaurant

Hackklötze oder Hackblöcke für die Fleischerei werden aus zusammengesetzten, vertikalen Klötzen von Hartholz oder Hirnholz gefertigt und haben etwa die Höhe einer Arbeitsplatte. Andere Varianten sind brettartig (Hackbrett), werden auf die Arbeitsfläche gelegt und sind auch für Gemüse und Kräuter geeignet. Sie werden beim Zerlegen von Fleisch als Unterlage verwendet. Die Oberfläche muss regelmäßig abgeschliffen bzw. mit einer Drahtbürste gereinigt werden.